# Costișa
Costișa is een Roemeense gemeente in het district Neamț.

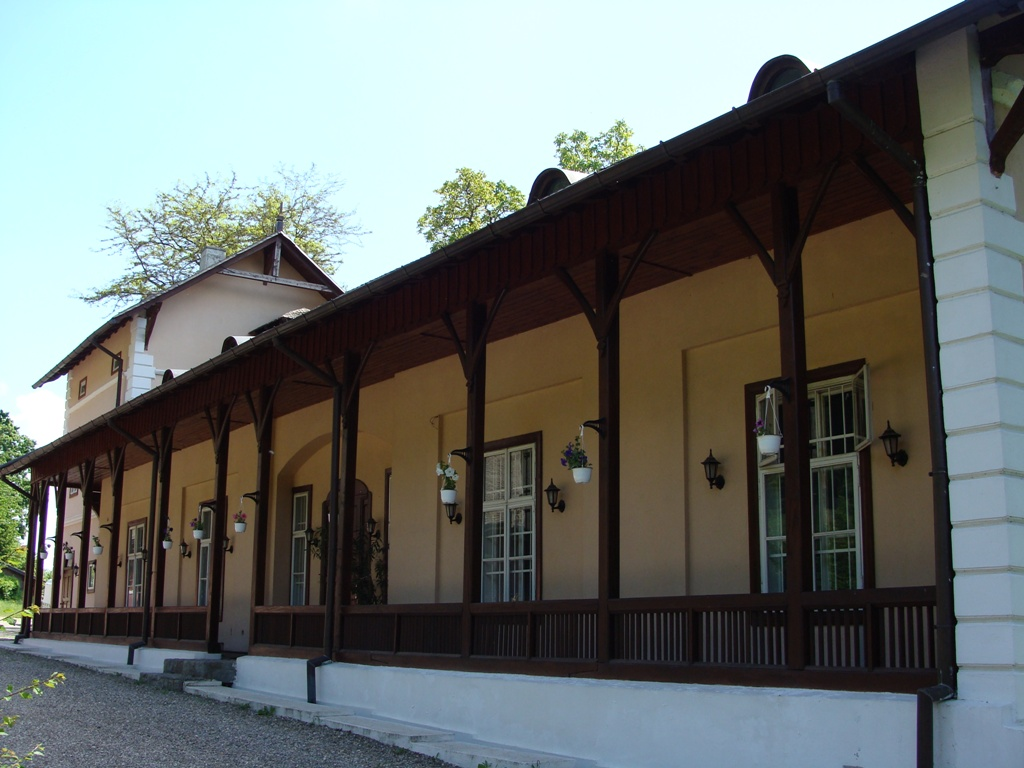

Costișa telt 3697 inwoners.